# Поттера, Жюльен
Жюльен Поттера (фр. Julien Potterat, 1882—1965) — швейцарский конструктор, экспериментатор в области автомобилестроения, работавший в России.
Работая на бельгийском автомобильном концерне Поттера успел зарекомендовать себя как инженер с прогрессивным научно-техническим мировоззрением. В начале XX века он был приглашен в Ригу представителями завода «Руссо-Балт».
Молодой специалист был привлечен к конструированию первого сборного российского автомобиля совместно с Иваном Фрязиновским и Дмитрием Бондаревым. Им троим принадлежит заслуга в создании первого российского автомобиля, вышедшего под маркой «Руссо-Балт» в 1909 году.